# Spoorlijn Hamburg-Altona - Hamburg-Blankenese
De spoorlijn Hamburg-Altona - Hamburg-Blankenese is een 8,5 kilometer lange spoorlijn in het westen van Hamburg. De spoorlijn begint in station Hamburg-Altona en loopt via Othmarschen naar Hamburg-Blankenese. Het is tegenwoordig onderdeel van de S-Bahn van Hamburg met de lijn S1 en was de eerste geëlektrificeerde voorstadsspoorweg van Duitsland.

## Verloop traject
Het huidige traject begint in station Altona, waar een viersporig tunnelstation met aansluitende keersporen ter beschikking staat. Het hier tweesporig aanlegd traject verloopt over een steile helling (max. stijgingspercentage: 40‰) naar de oppervlakte en buigt af van de noordwaarts gerichte perronsporen richting het westen met de volgende stations: Bahrenfeld, Othmarschen, Klein Flottbek, Hochkamp en het kopstation Blankenese.
De hoogte van het traject wisselt sterk. Direct na de steile helling van de noordelijke tunneluitgang bij station Altona ligt het spoor op een hoogte van 24 meter NHN, op de volgende negen kilometer stijgt de lijn naar het hoogste punt bij het station Blankenese op 55 meter NHN. Dit station ligt in een afgraving want het omliggende gebied ligt nog tot wel 12 meter hoger.
Rond de opening van de City-S-Bahn naar Diebsteich op 31 mei 1981 werden bij Altona de kilometers van de City-S-Bahn (DB 1270) doorgeteld. Hierdoor begint de officiële start van de spoorlijn Altona - Blankenese bij km 0,916 bij de wissel, waar de lijn van de City-S-Bahn afbuigt (wissel nr. 732, km 6,269 van de City-S-Bahn). Als men terugtelt ligt station Altona bij km 0,66 en het nulpunt van de lijn ter hoogte van het oude station Altona (tegenwoordig Rathaus Altona). In Blankenese worden in de richting van Wedel de kilometers doorgeteld. De lijn zelf is 8,517 km (km 0,916 - km 9,433).

## Geschiedenis

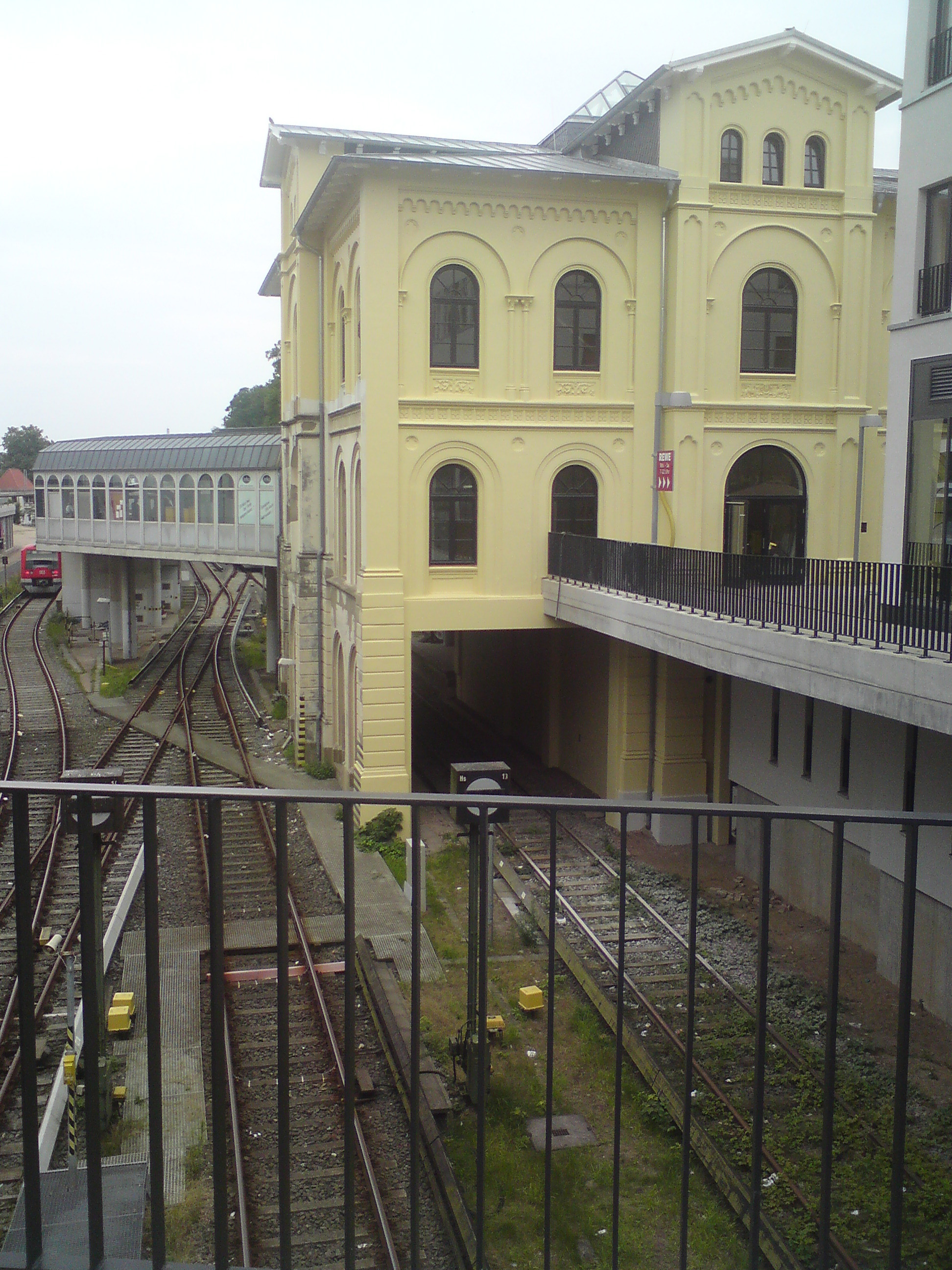
Station Blankenese met de sporen en de toegangsbrug (2009)

### 1867 - 1882
De spoorlijn van Altona naar Blankenese werd door de Altona-Kieler Eisenbahn-Gesellschaft (AKE) gebouwd en op 19 mei 1867 in gebruik genomen. Als reden voor de bouw van de spoorlijn werd "de verbinding met de westelijke Elbevoorsteden van Altona voor dagelijks en recreatieverkeer" genoemd, volgens een andere bron werd de lijn gebouwd door de AKE om te voorkomen dat de concurrentie de lijn ging bouwen.
Deze toenmalige enkelsporige zijlijn van de AKE liep van de westelijke zijde en op hetzelfde niveau als de langeafstandssporen naar de hal van het kopstation Altona. Bij de bouw van de lijn waren ook de stations Klein Flottbek en Bahrenfeld gebouwd. Bij een uitbreiding van de spoorlijn werd voor het villadorp Othmarschen op 1 augustus 1882 een station geopend.

### 1883 - 1908, eerste elektrificering

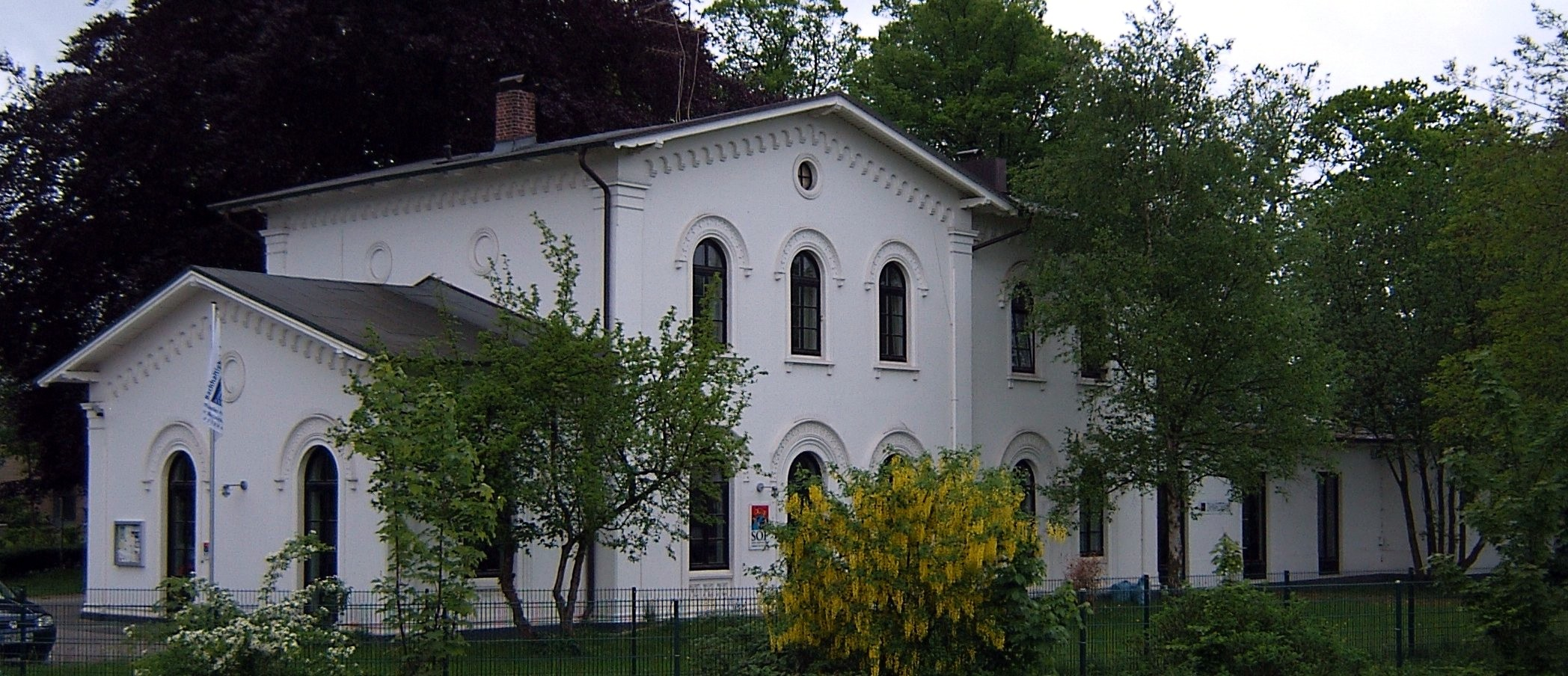
Voormalig stationsgebouw van Klein Flottbek (2006)

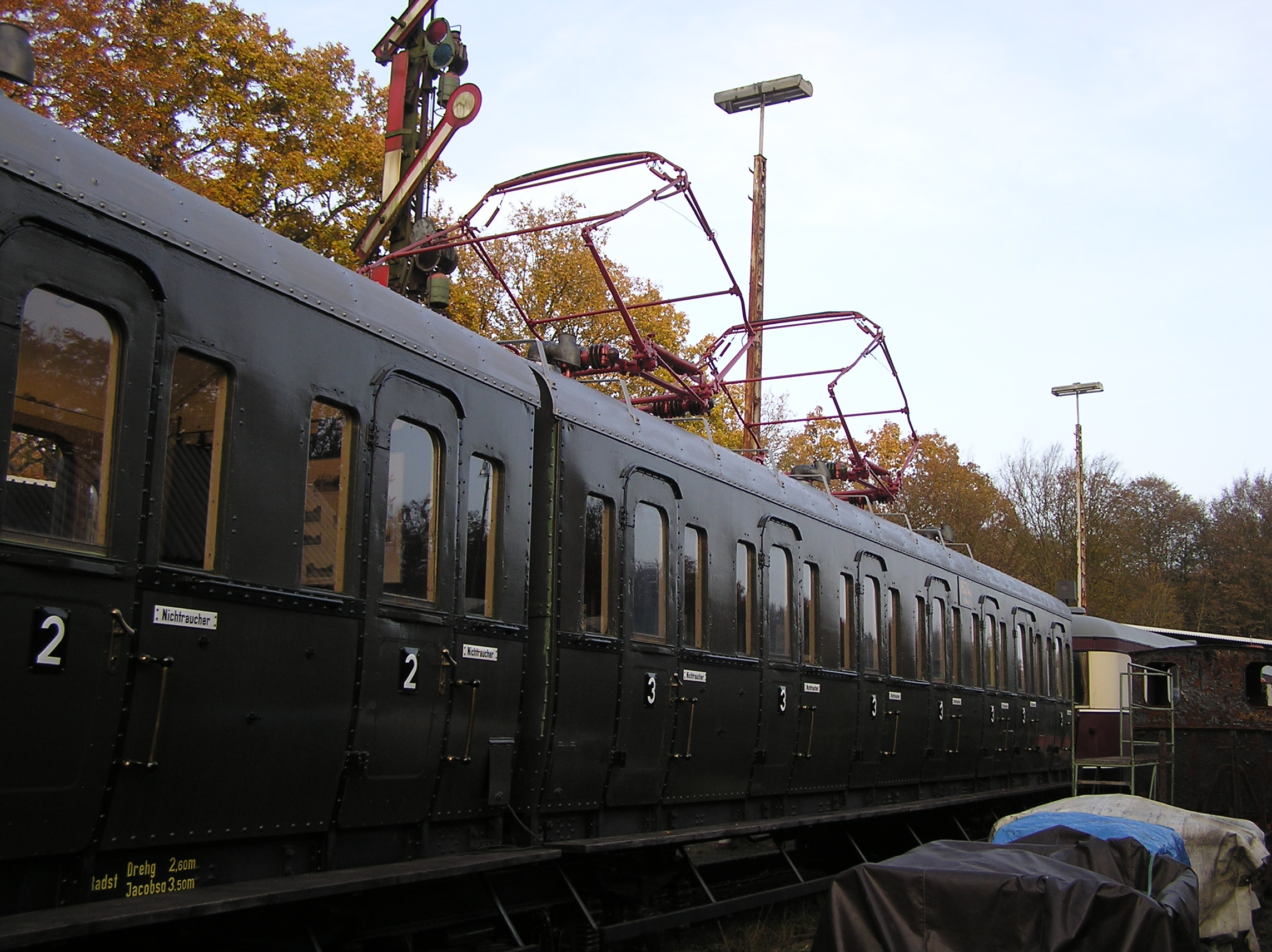
Treinstel EIT1624 welke gebruikt werd toen er nog een bovenleiding was, nu in een spoorwegmuseum in Aumühle (2007)

In 1900 werd het trajectdeel tussen Altona en Blankenese dubbelsporig uitgebouwd. In 1887 ging de Altona-Blankeneser Eisenbahn en andere spoorlijnen van de AKE over naar de Preußische Staatseisenbahnen.
Op 1906 volgde de elektrificering van de in 1903 gereedgekomen Hamburg-Altonaer Verbindungsbahn met 6,3 kV 25 Hz wisselspanning via de bovenleiding en in 1907 volgde de andere (voor)stadsspoorlijnen van Hamburg en Altona. De spoorlijn van Altona naar Blankenese werd onder leiding van de Pruisische Koninklijke Spoorwegen Altona voorzien van bovenleiding en op 29 januari 1908 reed de eerste elektrische trein naar Blankenese.

### 1910 tot nu, S-Bahn en verdere elektrificering
Van 1911 tot 1914 bestond er bij station Blankenese aansluiting op de Spoorlozelijn Blankenese - Marienhöhe, een voorloper van de Trolleybus.
Het voorstadsspoorwegsysteem op de Verbindingslijn werd vanaf 1934 S-Bahn genoemd, vanaf 1940 tot 1955 volgde aansluitend het omzetten van een bovenleiding naar een derde rail met 1,2 kV gelijkspanning.
De lijn is over de gehele lengte onderdeel van de lijn S1 van de S-Bahn van Hamburg. Op de lijn rijden overwegend treinen van het type Baureihe 474.
Vanaf 2003 bestaat er een contract tussen de Deutsche Bahn en de stad Hamburg om voor 2020 tussen Bahrenfeld en Altona het station Ottensen voor de lijn S1 te bouwen: daarbij zal een niet gebruikte goederenspoor worden verwijderd en de noordelijke spoor voor de S-Bahn worden verplaatst. Tussen de sporen ontstaat een ruimte van zeven meter voor een eilandperron.

### Goederenverkeer
Tot 1997 reden nog een paar goederentreinen over de spoorlijn. Bij de stations Klein Flottbek en Blankenese waren er goederensporen maar deze zijn inmiddels opgebroken. Bij Bahrenfeld waren er nog spooraansluitingen naar Gaswerk, Rolboksysteem voor de Ottensener Industriebahn en de Margarinewerk van Unilever.

## Treindiensten
De Deutsche Bahn verzorgt het personenvervoer op dit traject met S-Bahn treinen.
| Serie | Treinsoort        | Route | Bijzonderheden |
| ----- | ----------------- | --- | -------------- |
|       | S-Bahn (DB Regio) | Hamburg Airport – /Poppenbüttel – Ohlsdorf – Barmbek – Berliner Tor – Hauptbahnhof – Altona – Blankenese – Wedel |                |

## Aansluitingen
In de volgende plaatsen is of was er een aansluiting op de volgende spoorlijnen:
Hamburg-Altona
DB 1220, spoorlijn tussen Hamburg-Altona en Kiel
DB 1222, spoorlijn tussen Hamburg-Altona Kai en Hamburg-Altona
DB 1231, spoorlijn tussen Hamburg-Altona en Hamburg-Langenfelde
DB 1240, spoorlijn tussen Hamburg Hauptbahnhof en Hamburg-Altona
DB 1270, spoorlijn tussen Hamburg Hauptbahnhof en Hamburg Diebsteich
DB 6100, spoorlijn tussen Berlijn en Hamburg
aansluiting Bahrenfeld
DB 1230, spoorlijn tussen de aansluiting Hamburg-Bahrenfeld en Hamburg-Langenfelde
Hamburg-Blankenese
DB 1226, spoorlijn tussen Hamburg-Blankenese en Wedel